# Íscar
Íscar è un comune spagnolo di 6 309 abitanti situato nella comunità autonoma di Castiglia e León.